# Fundacja Beckley
Fundacja Beckley − organizacja charytatywna promująca interdyscyplinarne badania nad świadomością i jej modyfikowaniem. Jej siedziba znajduje się w pobliżu miejscowości Beckley w Wielkiej Brytanii. Została założona przez Amandę Feilding.
Działalność organizacji dotyczy badań zarówno nad metodami zmiany stanu świadomości, jak i nad dotyczącymi ich regulacjami prawnymi. Fundacja m.in. kieruje badaniami naukowymi, organizuje seminaria, zrzesza pracowników naukowych, badaczy i prawodawców oraz utrzymuje internetową bibliotekę, zawierającą ponad 15 tys. artykułów naukowych.